# 闍耶波羅密首羅跋摩二世
闍耶波羅密首羅跋摩二世（Jaya Paramesvaravarman II、？—？），占城国13世紀的国王（在位：1220年-约1252

## 生平
闍耶波羅密首羅跋摩，原名是庵舍罗闍（Angsaraja），其父为大王阇耶诃梨跋摩（Sri Jaya Harivarman）。最初受封于都赖州（Turai-vijaya）。1220年，击败高棉人，自立为王，恢复了占城第十二王朝，号称阇耶波罗密首罗跋摩二世。1252年,占城不断的领土增长，使越南陈朝不满。陈太宗攻打占城。在这个过程中,他抓获到闍耶波羅密首羅跋摩二世的妻子布耶羅。